# Cerurographa bistonica
Cerurographa bistonica är en fjärilsart som beskrevs av Paul Dognin 1922. Cerurographa bistonica ingår i släktet Cerurographa och familjen mätare. Inga underarter finns listade i Catalogue of Life.